# 法贾·阿尔弗兰
法贾·阿尔弗兰（1996年3月7日—），印尼男子羽毛球運動員，隸屬万隆SGS PLN俱樂部成員。2022年12月27日，世界排名登顶男雙第一位；搭档则是阿利安托（注：东京奥运）。

## 球員生涯

### 2013年-2015年 国际赛夺冠
2013年7月，法贾·阿尔弗兰代表印尼参加马来西亚沙巴州亞庇市举办的亞洲青年羽毛球錦標賽，随队赢得团体赛铜牌。同年10月，他代表印尼参加泰國曼谷举办的世界青年羽毛球錦標賽，随队赢得团体赛银牌。
2014年8月，法贾·阿尔弗兰與穆罕默德·里安·阿利安托出戰印尼羽毛球國際挑戰賽，在準决赛以3比1（9-11、11-9、11-6、11-8）战胜了队友罗纳德·亚历山大/哈菲兹·费萨尔。决赛中，以3-1（9-11、11-9、11-9、11-8）击败了队友弗兰·库尔尼亚万·邓/阿格里皮纳·普里玛·罗曼托·普特拉，首次赢得第一项国际赛冠军。
2015年2月，法贾·阿尔弗兰與穆罕默德·里安·阿利安托出戰奧地利羽毛球公開賽，在準决赛以2-0（21-15、21-18）战胜了比利時的马蒂耶斯·迪耶克斯/弗里克·戈林斯基。决赛中，以2比1（23-21、18-21、21-19）击败了英格兰的彼得·布里格斯/汤姆·沃尔芬登，赢得男雙冠军。

### 2016年-2017年 大獎賽夺冠及東南亞運動會金牌
2016年10月，法贾·阿尔弗兰與穆罕默德·里安·阿利安托出戰中華台北羽球大師賽，在準决赛以3比2（6-11、6-11、11-5、11-5、11-8）力克新加坡的许永凯/骆建贤。决赛中，以3-2（11-6、11-6、11-13、9-11、12-10）险胜赛会一号种子中華台北的陳宏麟/王齊麟，首次获得大奖赛的冠军。
2017年1月，法贾·阿尔弗兰與穆罕默德·里安·阿利安托出戰印度羽毛球黃金大獎賽，在準决赛以1比2 （21-11、17-21、19-21）不敌赛会头号种子、丹麦强档的玛蒂亚斯·鲍伊/卡斯腾·摩根森。年尾10月，他與穆罕默德·里安·阿利安托出戰碧特博格羽毛球黃金大獎賽，在决赛中以1比2 （19-21、21-19、18-21）不敌赛会2号种子、丹麦的金·阿斯特鲁普/安德斯·斯考劳普·拉斯姆森。

### 2018年
2018年1月，法贾·阿尔弗兰與穆罕默德·里安·阿利安托出戰馬來西亞羽毛球大師賽，在决赛中以2比1 （14-21、24-22、21-13）力克奥运亚军、马来西亚的吳蔚昇/陳蔚強，赢得开门红。同年3月，他與穆罕默德·里安·阿利安托出戰德國羽毛球公開賽，在决赛中以0比2 （16-21、18-21）不敌赛会6号种子、日本的井上拓斗/金子祐樹。同年5月，他入选湯姆斯盃的男双主力，助印尼队赢得男子團體季军。同年7月，他与穆罕默德·里安·阿利安托出戰印尼羽毛球公開賽，在男双準决赛以0比2（13-21、10-21）不敌赛会头号种子、亚运会金牌的马库斯·费尔纳尔迪·吉德翁/凯文·桑加亚·苏卡穆约。同年8月，他代表印尼参加本国举办的亞洲運動會羽毛球比賽，在率先进行的团体赛中，助印尼队赢得男子團體银牌；此外，他和穆罕默德·里安·阿利安托出戰男子雙打，它们在首圈以2比0（21-4、21-7）轻取蒙古国的Khuvituguldur Byambajav/Batdavaa Munkhbat；次圈，表现出色以2比0（21-18、21-13）击败了韩国新秀的金元昊/徐承宰；半準決賽，直落两局以2比0（21-17、21-13）击败了马来西亚的王耀新/張御宇；在準決賽，激战三局以2比1（21-14、19-21、21-13）击败了中国的李俊慧/劉雨辰，提前为东道主锁定了该项目的冠亚军决赛权，并显现出拥有该项目的长久优势。

## 主要比賽成績
只列出曾進入準決賽的國際賽事成績：
| 年份   | 賽事                     | 公開賽級別 | 項目     | 拍檔                   | 成績   |
| ------ | ------------------------ | ---------- | -------- | ---------------------- | ------ |
| 2013年 | 亞洲青年羽毛球錦標賽     | 其他       | 混合團體 | －                     | 季軍   |
| 2013年 | 世界青年羽毛球錦標賽     | 其他       | 混合團體 | －                     | 亞軍   |
| 2014年 | 印尼羽毛球國際系列賽     | 國際系列賽 | 男子雙打 | Ridho Akbar            | 準決賽 |
| 2014年 | 印尼羽毛球國際挑戰賽     | 國際挑戰賽 | 男子雙打 | 穆罕默德·里安·阿利安托 | 冠軍   |
| 2014年 | 巴林羽毛球國際挑戰賽     | 國際挑戰賽 | 男子雙打 | 穆罕默德·里安·阿利安托 | 準決賽 |
| 2015年 | 奧地利羽毛球公開賽       | 國際挑戰賽 | 男子雙打 | 穆罕默德·里安·阿利安托 | 冠軍   |
| 2015年 | 印尼羽毛球國際系列賽     | 國際系列賽 | 男子雙打 | 穆罕默德·里安·阿利安托 | 冠軍   |
| 2015年 | 紐西蘭羽毛球黃金大獎賽   | 黃金大獎賽 | 男子雙打 | 穆罕默德·里安·阿利安托 | 亞軍   |
| 2016年 | 印尼羽毛球國際系列賽     | 國際系列賽 | 男子雙打 | 穆罕默德·里安·阿利安托 | 冠軍   |
| 2016年 | 泰國羽毛球黃金大獎賽     | 黃金大獎賽 | 男子雙打 | 穆罕默德·里安·阿利安托 | 準決賽 |
| 2016年 | 中華台北羽球大師賽       | 大獎賽     | 男子雙打 | 穆罕默德·里安·阿利安托 | 冠軍   |
| 2016年 | 澳門羽毛球黃金大獎賽     | 黃金大獎賽 | 男子雙打 | 穆罕默德·里安·阿利安托 | 準決賽 |
| 2017年 | 印度羽毛球黃金大獎賽     | 黃金大獎賽 | 男子雙打 | 穆罕默德·里安·阿利安托 | 準決賽 |
| 2017年 | 印尼羽毛球首要超級賽     | 首要超級賽 | 男子雙打 | 穆罕默德·里安·阿利安托 | 準決賽 |
| 2017年 | 東南亞運動會羽毛球比賽   | 其他       | 男子團體 | －                     | 金牌   |
| 2017年 | 東南亞運動會羽毛球比賽   | 其他       | 男子雙打 | 穆罕默德·里安·阿利安托 | 銅牌   |
| 2017年 | 碧特博格羽毛球黃金大獎賽 | 黃金大獎賽 | 男子雙打 | 穆罕默德·里安·阿利安托 | 亞軍   |
| 2018年 | 馬來西亞羽毛球大師賽     | 超級500賽  | 男子雙打 | 穆罕默德·里安·阿利安托 | 冠軍   |
| 2018年 | 德國羽毛球公開賽         | 超級300賽  | 男子雙打 | 穆罕默德·里安·阿利安托 | 亞軍   |
| 2018年 | 湯姆斯盃                 | 其他       | 男子團體 | －                     | 季軍   |
| 2018年 | 印尼羽毛球公開賽         | 超級1000賽 | 男子雙打 | 穆罕默德·里安·阿利安托 | 準決賽 |
| 2018年 | 亞洲運動會羽毛球比賽     | 其他       | 男子團體 | －                     | 银牌   |
| 2018年 | 亞洲運動會羽毛球比賽     | 其他       | 男子雙打 | 穆罕默德·里安·阿利安托 | 银牌   |
| 2018年 | 香港羽毛球公開賽         | 超級500賽  | 男子雙打 | 穆罕默德·里安·阿利安托 | 準決賽 |
| 2018年 | 西德·莫迪羽毛球國際賽    | 超級300賽  | 男子雙打 | 穆罕默德·里安·阿利安托 | 冠軍   |
| 2019年 | 全英羽毛球公開賽         | 超級1000賽 | 男子雙打 | 穆罕默德·里安·阿利安托 | 準決賽 |
| 2019年 | 瑞士羽毛球公開賽         | 超級300賽  | 男子雙打 | 穆罕默德·里安·阿利安托 | 冠軍   |
| 2019年 | 亞洲羽毛球混合團體錦標賽 | 其他       | 混合團體 | －                     | 季軍   |
| 2019年 | 馬來西亞羽毛球公開賽     | 超級750賽  | 男子雙打 | 穆罕默德·里安·阿利安托 | 準決賽 |
| 2019年 | 世界羽毛球錦標賽         | 其他       | 男子雙打 | 穆罕默德·里安·阿利安托 | 季軍   |
| 2019年 | 中國羽毛球公開賽         | 超級1000賽 | 男子雙打 | 穆罕默德·里安·阿利安托 | 準決賽 |
| 2019年 | 韓國羽毛球公開賽         | 超級500賽  | 男子雙打 | 穆罕默德·里安·阿利安托 | 冠軍   |
| 2019年 | 東南亞運動會羽球比賽     | 其他       | 男子團體 | －                     | 金牌   |
| 2020年 | 马来西亚羽毛球大师赛     | 超級500賽  | 男子雙打 | 穆罕默德·里安·阿利安托 | 準決賽 |
| 2020年 | 印尼羽毛球大師賽         | 超級500賽  | 男子雙打 | 穆罕默德·里安·阿利安托 | 準決賽 |
| 2020年 | 亞洲羽毛球團體錦標賽     | 其他       | 男子團體 | －                     | 冠軍   |
| 2021年 | 湯姆斯盃                 | 其他       | 男子團體 | －                     | 冠軍   |
| 2021年 | 法國羽毛球公開賽         | 超級750賽  | 男子雙打 | 穆罕默德·里安·阿利安托 | 準決賽 |
| 2022年 | 瑞士羽毛球公開賽         | 超級300賽  | 男子雙打 | 穆罕默德·里安·阿利安托 | 冠軍   |
| 2022年 | 韓國羽毛球公開賽         | 超級500賽  | 男子雙打 | 穆罕默德·里安·阿利安托 | 亞軍   |
| 2022年 | 亞洲羽毛錦標賽           | 其他       | 男子雙打 | 穆罕默德·里安·阿利安托 | 季軍   |
| 2022年 | 湯姆斯盃                 | 其他       | 男子團體 | －                     | 亞軍   |
| 2022年 | 泰國羽毛球公開賽         | 超級500賽  | 男子雙打 | 穆罕默德·里安·阿利安托 | 亞軍   |
| 2022年 | 印尼羽毛球大師賽         | 超級500賽  | 男子雙打 | 穆罕默德·里安·阿利安托 | 冠軍   |
| 2022年 | 馬來西亞羽毛球公開賽     | 超級750賽  | 男子雙打 | 穆罕默德·里安·阿利安托 | 亞軍   |
| 2022年 | 馬來西亞羽毛球大師賽     | 超級500賽  | 男子雙打 | 穆罕默德·里安·阿利安托 | 冠軍   |
| 2022年 | 新加坡羽毛球公開賽       | 超級500賽  | 男子雙打 | 穆罕默德·里安·阿利安托 | 亞軍   |
| 2022年 | 世界羽毛球錦標賽         | 其他       | 男子雙打 | 穆罕默德·里安·阿利安托 | 季軍   |
| 2022年 | 丹麥羽毛球公開賽         | 超級750賽  | 男子雙打 | 穆罕默德·里安·阿利安托 | 冠軍   |
| 2022年 | 世界羽聯世界巡迴賽總決賽 | 總決賽     | 男子雙打 | 穆罕默德·里安·阿利安托 | 準決賽 |
| 2023年 | 馬來西亞羽毛球公開賽     | 超級1000賽 | 男子雙打 | 穆罕默德·里安·阿利安托 | 冠軍   |
| 2023年 | 印度羽毛球公開賽         | 超級750賽  | 男子雙打 | 穆罕默德·里安·阿利安托 | 準決賽 |
| 2023年 | 全英羽毛球公開賽         | 超級1000賽 | 男子雙打 | 穆罕默德·里安·阿利安托 | 冠軍   |
| 2023年 | 韓國羽毛球公開賽         | 超級500賽  | 男子雙打 | 穆罕默德·里安·阿利安托 | 亞軍   |
| 2023年 | 日本羽毛球公開賽         | 超級750賽  | 男子雙打 | 穆罕默德·里安·阿利安托 | 準決賽 |
| 2023年 | 丹麥羽毛球公開賽         | 超級750賽  | 男子雙打 | 穆罕默德·里安·阿利安托 | 準決賽 |
| 2023年 | 世界羽聯世界巡迴賽總決賽 | 總決賽     | 男子雙打 | 穆罕默德·里安·阿利安托 | 準決賽 |
| 2024年 | 印尼羽毛球大師賽         | 超級500賽  | 男子雙打 | 穆罕默德·里安·阿利安托 | 準決賽 |
| 2024年 | 全英羽毛球公開賽         | 超級1000賽 | 男子雙打 | 穆罕默德·里安·阿利安托 | 冠軍   |
| 2024年 | 汤姆斯盃                 | 其他       | 男子團體 | －                     | 亞軍   |
| 2024年 | 新加坡羽毛球公開賽       | 超級750賽  | 男子雙打 | 穆罕默德·里安·阿利安托 | 亞軍   |
| 2024年 | 丹麥羽毛球公開賽         | 超級750賽  | 男子雙打 | 穆罕默德·里安·阿利安托 | 準決賽 |
| 2024年 | 日本熊本羽毛球大師賽     | 超級500賽  | 男子雙打 | 穆罕默德·里安·阿利安托 | 冠軍   |
| 2024年 | 世界羽聯世界巡迴賽總決賽 | 總決賽     | 男子雙打 | 穆罕默德·里安·阿利安托 | 準決賽 |
| 2025年 | 印尼羽毛球大師賽         | 超級500賽  | 男子雙打 | 穆罕默德·里安·阿利安托 | 亞軍   |
| 2025年 | 蘇迪曼盃                 | 其他       | 混合團体 | －                     | 季軍   |
| 2025年 | 泰國羽毛球公開賽         | 超級500賽  | 男子雙打 | 穆罕默德·里安·阿利安托 | 準決賽 |
| 2025年 | 印尼羽毛球公開賽         | 超級1000賽 | 男子雙打 | 穆罕默德·里安·阿利安托 | 準決賽 |
| 2025年 | 中國羽毛球公開賽         | 超級1000賽 | 男子雙打 | 穆罕默德·肖希布·菲克里 | 冠軍   |

| 2007-2017年 | 首要超級賽 | 超級賽 | 黃金大獎賽 | 大獎賽 | 國際挑戰賽 | 國際系列賽 | 未來系列賽 | 其他 |

| 2018-2026年 | 總決賽 | 超級1000賽 | 超級750賽 | 超級500賽 | 超級300賽 | 超級100賽 | 國際挑戰賽 | 國際系列賽 | 未來系列賽 | 其他 |

### 世界冠軍頭銜
法贾·阿尔弗兰在羽毛球生涯中共奪得1項羽毛球世界冠軍頭銜。
| 賽事     | 奪冠次數 | 年份               |
| -------- | -------- | ------------------ |
| 湯姆斯盃 | 1        | 2020年（男子團體） |
| 總計     | 1        |                    |

### 奧運會和世錦賽參賽紀錄
|          | 搭檔                   | 2018 | 2019 | 2020 | 2021  | 2022 | 2023 | 2024 |
| -------- | ---------------------- | ---- | ---- | ---- | ----- | ---- | ---- | ---- |
| 男子雙打 | 穆罕默德·里安·阿利安托 | 16強 | 季軍 | －   | 32強1 | 季軍 | 32強 | 8強  |

1 賽前退賽

## 主要对賽记录
法贾·阿尔弗兰與主要對手的對賽成績如下（只列出對賽五次或以上對手，僅包括影響世界排名積分的賽事，截至2025年3月6日）：
男雙 - 穆罕默德·里安·阿利安托
| 對手                                          | 對賽次數 | 對賽結果 | 對賽結果 | 總計 |
| 對手                                          | 對賽次數 | 勝       | 負       | 總計 |
| --------------------------------------------- | -------- | -------- | -------- | ---- |
| 马库斯·费尔纳尔迪·吉德翁 凯文·桑加亚·苏卡穆约 | 10       | 4        | 6        | -2   |
| 穆罕默德·肖希布·菲克里 巴加斯·毛拉纳          | 9        | 7        | 2        | +5   |
| 穆罕默德·阿赫桑 亨德拉·塞蒂亚万               | 7        | 4        | 3        | +1   |
| 丹尼爾·馬丁 利奧·羅利·卡爾南多                | 6        | 5        | 1        | +4   |

| 對手                                   | 對賽次數 | 對賽結果 | 對賽結果 | 總計 |
| 對手                                   | 對賽次數 | 勝       | 負       | 總計 |
| -------------------------------------- | -------- | -------- | -------- | ---- |
| 王耀新 張御宇                          | 13       | 7        | 6        | +1   |
| 王昶 梁偉鏗                            | 9        | 3        | 6        | -3   |
| 嘉村健士 園田啟悟                      | 11       | 5        | 6        | -1   |
| 吴世飞 努·伊祖丁                       | 12       | 8        | 4        | +4   |
| 李俊慧 刘雨辰                          | 7        | 3        | 4        | -1   |
| 谢定峰 苏伟译                          | 9        | 4        | 5        | -1   |
| 盧敬堯 杨博涵                          | 9        | 8        | 1        | +7   |
| 李洋 王齊麟                            | 9        | 6        | 3        | +3   |
| 李芳任 李芳至                          | 7        | 5        | 2        | +3   |
| 李哲輝 楊博軒                          | 7        | 5        | 2        | +3   |
| 廖敏竣 苏敬恒                          | 6        | 4        | 2        | +2   |
| 保木卓朗 小林优吾                      | 8        | 5        | 3        | +2   |
| 金·阿斯特魯普 安德斯·斯考勞普·拉斯姆森 | 8        | 3        | 5        | -2   |
| 肖恩·文迪 本·莱恩                      | 8        | 3        | 5        | -2   |
| 何濟霆 周昊東                          | 6        | 5        | 1        | +4   |
| 薩維克賽拉吉·蘭基雷迪 奇拉格·謝提      | 6        | 2        | 4        | -2   |
| 许永凯 骆建贤                          | 5        | 5        | 0        | +5   |
| 古贺辉 斋藤太一                        | 5        | 4        | 1        | +3   |
| 万炜聪 郑凯文                          | 5        | 4        | 1        | +3   |
| 革德伦·吉丁努蓬 德差蓬·保烏拉努科      | 5        | 4        | 1        | +3   |
| 馬文·埃米爾·塞德爾 马克·拉姆斯富斯     | 5        | 4        | 1        | +3   |
| 姜敏赫 徐承宰                          | 8        | 3        | 5        | -2   |
| 刘雨辰 欧烜屹                          | 5        | 2        | 3        | -1   |
| 井上拓斗 金子祐樹                      | 5        | 1        | 4        | -3   |

## 其他獎項
| 年份   | 頒獎典禮               | 獎項                 | 搭檔                   | 結果 | 備註  |
| ------ | ---------------------- | -------------------- | ---------------------- | ---- | ----- |
| 2024年 | BWF 2024年度最佳運動員 | 年度最佳男子雙打組合 | 穆罕默德·里安·阿利安托 | 提名 | [ 8 ] |

## 外部連結
- 法贾·阿尔弗兰在BWFBadminton.com（英语）
- 法贾·阿尔弗兰在BWF.TournamentSoftware.com（英语）
- 法贾·阿尔弗兰在Olympics.com（英语）
- 法贾·阿尔弗兰在Flashscore（英语）